# Cycnoches egertonianum
Cycnoches egertonianum är en orkidéart som beskrevs av James Bateman. Cycnoches egertonianum ingår i släktet Cycnoches, och familjen orkidéer.

## Underarter
Arten delas in i följande underarter:
- C. e. egertonianum
- C. e. viride

## Bildgalleri

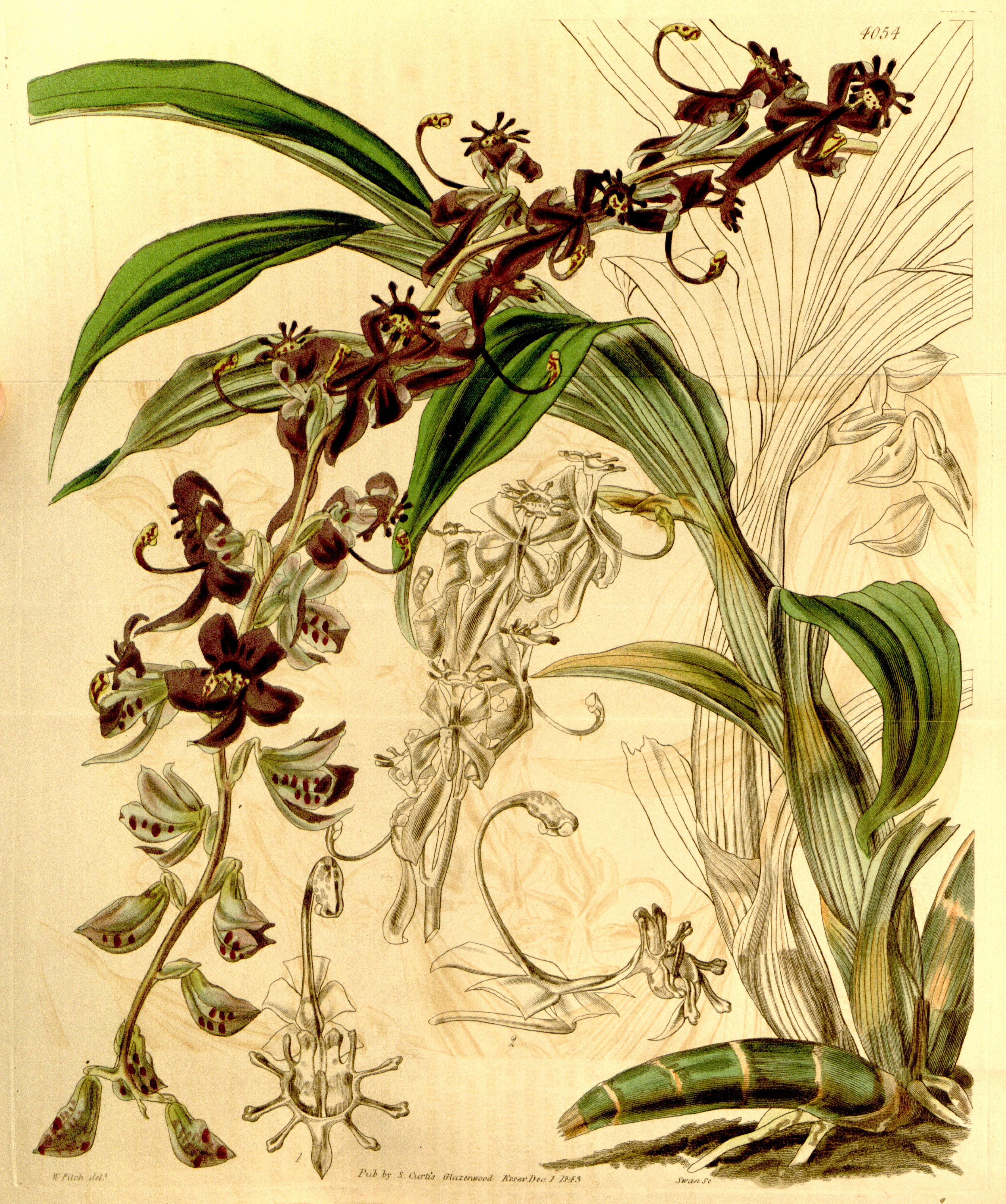